# Аверон
Аверо́н (фр. Aveyron, окс. Avairon) — департамент на юге Франции, один из департаментов региона Окситания. Порядковый номер — 12. Административный центр — Родез. Население — 288 364 человека (78-е место среди департаментов, данные 2010 года).

## География
Площадь территории — 8735 км². Департамент расположен в гористой местности, наивысшая точка — вершина Майэбьо (фр., 1469 м).

## История
Аверон — один из первых 83 департаментов, созданных в марте 1790 года.

## Административно-территориальное деление
Департамент включает 3 округа, 46 кантонов и 304 коммуны.